# 1961–1962-es magyar jégkorongbajnokság
A 25. első osztályú jégkorongbajnokságban hat csapat indult el. A mérkőzéseket 1961. november 18. és 1962. március 12. között rendezték meg a Kisstadionban.

## OB I. 1961–1962
|    | Csapat       | M  | GY | D | V  | GK     | Pont |
| -- | ------------ | -- | -- | - | -- | ------ | ---- |
| 1. | Ferencváros  | 15 | 12 | 2 | 1  | 103–48 | 26   |
| 2. | Újpest Dózsa | 15 | 10 | 3 | 2  | 113–49 | 23   |
| 3. | BVSC         | 15 | 8  | 1 | 6  | 57–38  | 17   |
| 4. | Vörös Meteor | 15 | 7  | 1 | 7  | 77–52  | 15   |
| 5. | Bp. Építők   | 15 | 3  | 1 | 11 | 49–87  | 7    |
| 6. | Bp. Postás   | 15 | 1  | 0 | 14 | 32–157 | 2    |

## A bajnokság végeredménye
1. Ferencvárosi TC

2. Újpest Dózsa

3. BVSC

4. Vörös Meteor

5. Budapesti Építők

6. Budapesti Postás

## A Ferencváros bajnokcsapata
Beszteri-Balogh János, Grimm György, Csánk László, Kárász György, Kárász István, Jakabházy László, Némon János, Pozsonyi Lajos, Peregrini, Raffa György, Schneck János, Schwalm Béla, Simon László, Szende János, Vajdafi, Vámosi János, Zádor István,
Edző: Rajkai László